# Branko Špoljar
Branko Špoljar (Zagreb, 5. siječnja 1914. – Zagreb, 27. listopada 1985.) je bio hrvatski glumac.

## Filmografija

### Televizijske uloge
- "Nepokoreni grad" (1982.)
- "Velo misto" (1981.)
- "Nikola Tesla" (1977.)
- "Gruntovčani" (1975.)
- "Čovik i po" kao ministar (1974.)
- "U registraturi" (1974.)
- "Prosjaci i sinovi" (1972.)
- "Sumorna jesen" (1969.)

### Filmske uloge
- "Poglavlje iz života Augusta Šenoe" (1981.)
- "Tajna Nikole Tesle" (1980.)
- "Akcija stadion" kao ravnatelj gimnazije (1977.)
- "Izbavitelj" kao Rupčić (1976.)
- "Krvavi supovi Aljaske" kao doktor (1973.)
- "Sutjeska" član glavnog stožera (1973.)
- "Mala majka" (1973.)
- "Vuk samotnjak" (1972.)
- "Romansa konjokradice" (1971.)
- "Ovčar" (1971.)
- "Lisice" kao učitelj (1969.)
- "Zločin u teniskom klubu" (1969.)
- "Ulov" kao vojnik (1969.)
- "Kad čuješ zvona" kao zapovjednik bataljuna (1969.)
- "Slučajni život" (1969.)
- "Winnetou i Shatterhand u dolini mrtvih" kao Cranfield (1968.)
- "Jadransko more vatre" kao časnik (1968.)
- "Winnetou i polukrvni Apaš" kao Doc (1966.)
- "Ponedjeljak ili utorak" kao muž Markove ljubavnice (1966.)
- "Ključ" kao liječnik (1965.)
- "Winnetou - 1. dio" kao Bancroft (1963.)
- "Blago u srebrnom jezeru" kao Doc Jefferson Hartley (1962.)
- "Kozara" kao njemački kapetan (1962.)
- "Signali nad gradom" kao doktor Vuković (1960.)
- "Ne okreći se, sine" kao Brkić (1956.)
- "Lum i Abner u inozemstvu" kao Papa Passavetz (1956.)
- "Koncert" kao Edmund (1954.)
- "Lisinski" kao Vatroslav Lisinski (1944.)

## Vanjske poveznice
- Branko Špoljar u internetskoj bazi filmova IMDb-u (engl.)